# Квота вилову
Квота вилову — обсяг дозволених до вилову конкретних видів риби чи інших морських живих ресурсів, встановлюваний прибережною державою для іноземних фізичних та юридичних осіб на відповідний період у межах 200-мильних риболовних чи виключних (морських) економічних зон.
Квоти на вилов певних видів хоч і є розумною мірою, проте ще більше збільшують частку небажаного вилову, оскільки рибалки насамперед намагаються вичерпати свої отримані квоти. У країнах Третього світу ситуація ускладнюється відсутністю контролю і великою кількістю браконьєрів, які ігнорують будь-які норми. 
Іноді для збереження популяції доводиться приймати рішучі заходи.

Мораторій, оголошений урядом Канади на ловлю тріски, яка протягом попередніх п'ятисот років була основним джерелом роботи і харчування для жителів східного узбережжя країни, став реакцією на різке скорочення поголів'я риби, що загрожувало повним її зникненням. В 1992 році вчені оприлюднили шокуючі факти: за останні 30 років популяція тріски зменшилася на 98,9 відсотка.